# Magdeleine Boy
Magdeleine Boy, née à Saint-Étienne le 22 février 1910 et morte à Bruxelles le 9 janvier 1984, épouse Leroy, est une juriste et féministe franco-belge catholique et abolitionniste.

## Biographie

### Jeunesse
Magdeleine Boy naît en France en 1910. Elle étudie le droit à l'université de Lyon et obtient son doctorat au sein de cette université en juillet 1936. Dès ses études, son intérêt pour les questions féministes se manifeste : sa thèse, intitulée Les associations internationales féministes, porte en effet sur les mouvements féministes internationaux et leur place à l'échelle internationale. Elle est d'ailleurs publiée en 1936.
Au cours de ses recherches, Magdeleine Boy fait la rencontre de Marie Lenoël, qui est animatrice au sein de la branche française de l'Alliance internationale Jeanne d'Arc. En 1937, elle adhère au Féminisme chrétien de Belgique. Ses liens avec ce pays s'expliquent par son mariage, au sortir des études, avec l'avocat et futur diplomate bruxellois Jean Leroy, une union qui lui a probablement permis d'acquérir la nationalité belge.

### Seconde Guerre mondiale et exil en Angleterre
Durant la Seconde Guerre mondiale, Magdeleine Leroy-Boy et sa famille se réfugient en Angleterre. Elle y noue des liens avec le Comité de liaison des femmes et avec la branche britannique de l'Alliance internationale Jeanne d'Arc, qu'elle rejoint bientôt.

### Après-guerre et engagement abolitionniste

#### Participation au CNFB, à la FIA et idées sur l'abolitionnisme
À son retour d'Angleterre en 1945, Magdeleine Leroy-Boy est nommée secrétaire générale du Conseil national des femmes belges (CNFB). Sur recommandation de Louise Van den Plas, la Fédération abolitionniste internationale (FIA) lui confie la tâche d'organiser son premier congrès d'après-guerre en 1947. Déjà en 1946, lors du Congrès international de la famille de et la population, elle dénonçait le réglementarisme, politique alors appliquée notamment par la Belgique en matière de prostitution. Leroy-Boy y expose son point de vue en la matière : elle accuse le réglementarisme  de conduire à déresponsabiliser les hommes qui recourent aux services de prostituées, ainsi qu'à pousser ceux-ci à voir les femmes comme de simples objets de plaisir. Elle s'exprime en faveur de la suppression de la réglementation et prône la poursuite des proxénètes, deux actions auxquelles il convient cependant selon elle d'associer des réformes des conditions sociales qui amènent les femmes vers la prostitution, un programme de prophylaxie sanitaire et morale au sein de l'opinion publique ainsi qu'une action menée par les instances internationales contre les tenants du réglementarisme.

#### La Ligue abolitionniste belge
Son engagement abolitionniste ne s'arrête pas là puisque des suites du congrès de la FAI de 1947, elle fonde la Ligue abolitionniste belge en 1949. Le bureau de cette association est composé de Magdeleine Leroy-Boy à la présidence, de Françoise Fuss, d'Arthur Thulliez, de Louise Van den Plas et d'Odette De Wynter. La Ligue abolitionniste belge entretient des liens forts à la fois avec les milieux féministes, ainsi que plusieurs personnalités féministes, et avec le catholicisme. Sa première action consiste à apporter son soutien à la proposition de loi abolitionniste déposée en octobre 1946 par Isabelle Blume (PSB), Marguerite de Riemaecker (PSC-CVP) et Suzanne Grégoire (PCB), finalement adoptée le 21 août 1948. Avec le CNFB, la Ligue abolitionniste belge contribue également à faire adopter un arrêté royal du 10 avril 1952 définissant les règles de création des maisons d'accueil pour les "femmes moralement abandonnées".

#### Démission de la présidence de la Ligue abolitionniste belge et séjour à Genève
En 1952, Magdeleine Leroy-Boy démissionne de la présidence de la Ligue abolitionniste belge pour suivre son mari qui a été nommé délégué permanent de la Belgique à Genève auprès de l'Office européen de l'Organisation des Nations unies (ONU). Elle profite de ce séjour en Suisse pour diffuser ses idées féministes et abolitionnistes dans les milieux diplomatiques et onusiens.

### Création de la section belge de l'Alliance internationale Jeanne d'Arc
En 1966, elle crée avec Renée Fontainas la section belge de l'Alliance internationale Jeanne d'Arc, qu'elle présidera jusqu'en 1974. À ce poste, dans la lignée de ses combats antérieurs, Magdeleine Boy-Leroy met à l’ordre du jour la question de la prostitution et de son abolition. Lorsqu'elle quitte la présidence, elle est remplacée par Anne-Marie Peltzer, théologienne des universités de Cambridge et de Louvain, qui oriente les actions de l'organisation vers la lutte contre la misogynie et la recatholicisation de la société.

### Décès
Magdeleine Leroy-Boy décède à Bruxelles en 1984. À suivre l'historienne Catherine Jacques, elle fut « l'une des rares femmes à allier un catholicisme fervent à un féminisme assez radical ».